# Kellervariant
De Kellervariant is een openingsvariant in het dammen die tot gebonden spel aan beide kanten leidt. Het is in principe een strijd van een witte omsingeling tegen een zwarte aanval. De variant is genoemd naar 13-voudig nationaal kampioen Reinier Cornelis Keller.
De uitgangspositie ontstaat na bijvoorbeeld de opening 1. 33-29 17-22 2. 39-33 11-17 3. 44-39 7-11 4. 50-44 1-7 5. 31-26 16-21 6. 32-28 19-23 7. 28x19 14x23 8. 35-30 10-14 9. 30-24 5-10 
Zie diagram 1. Een degelijke voortzetting voor wit is nu de zogenaamde Van Westerloovariant 10. 33-28 22x33 11. 39x19 14x23 met gelijkwaardig spel. Een ambitieuze voortzetting is 10. 37-31 met omsingeling van het massieve zwarte centrum waarbij zwart in de praktijk kansrijker spel blijkt te hebben.

## Vadim Virny - Harm Wiersma, 2 - 0
Een mooi en beroemd voorbeeld van de witte kansen is de 16e partij in de tweekamp om het wereldkampioenschap 1984 tussen Harm Wiersma en Vadim Virny. 
Zie diagram 2. Na 8-12 en de dreiging 23-29 en 27x49 zou zwart het "normale zwarte Keller voordeel" houden maar door een cumulatie van kleine foutjes komt hij verloren te staan. 40...21-26(?) 41. 41-37 27-32(?) Na 8-12 is er nog weinig aan de hand. 42. 35-30 32x41 43. 46x37 8-12 44. 43-38 16-21 45. 30-24 21-27 46. 34-30 Met eerst 12-17 en dan 23-29 wordt wit tot een verzwakking gedwongen zodat zwart aan de witte lange vleugel sneller kan doorbreken. 46...23-29(?) 47. 24x33 18-23 48. 39-34 28x39 49. 34x43 23-28(?) Met 13-19 is wit van veld 24 af te houden zodat zwart nog een reële kans op remise heeft. 50. 30-24 12-17 51. 37-32 28x37 52. 31x42 22-28 53. 42-37 17-22 54. 48-42 28-33 55. 38x29 22-28 56. 42-38 en zwart gaf op waardoor de tussenstand in de tweekamp weer in evenwicht was.